# Эренстраль, Анна Мария
Анна Мария Эренстраль (швед. Anna Maria Ehrenstrahl; 4 сентября 1666, Стокгольм — 22 октября 1729, Стокгольм) — шведская художница, ученица своего отца Давида Клёккер-Эренстраля.

## Биография
Родилась в 1666 году в Стокгольме в семье художника Давида Клёккер-Эренстраля.
В 1886 году вышла замуж за президента суда Свеаланда Йохана Уотранга. Согласно законам того времени не была обязана брать фамилию супруга и осталась известна под фамилией Эренстраль. После выхода замуж стала домохозяйкой. Финансовое положение семьи было очень хорошим и надобности в заработке денег у Анны Марии не было, однако она продолжила заниматься живописью, и даже иногда брала за это деньги, но профессиональной художницей не являлась из-за семейного статуса. Исследователи предполагают что она пользовалась достаточным уважением у художников-современников.
Анна Мария Эренстраль являлась ученицей своего отца. Выступала помощницей в его творчестве, имела собственную мастерскую в доме отца. Занималась написанием копий с полотен отца, в то время копии имели достаточно ценный статус и их написание являлось прибыльным делом. Среди созданных копий можно отметить копию портрета Карла XI, написанного её отцом в 1676 году.
Как самостоятельный художник переняла основные черты творчества своего отца, писала в стиле барокко одиночные и групповые портреты людей, иногда животных. В возрасте 24 лет написала аллегорию четырёх сезонов года и аллегорию Амур и Психея. Позже создала портреты принца Фредрика и принца Карла Густава по поручению королевы-вдовы (1690), портрет принца Густава (1685), портрет королевы Дании Ульрики Элеоноры и Авроры Кёнигсмарк.
Написала портреты шести президентов суда Свеаланда: Магнуса Габриэля Делагарди, Густава Адольфа Делагарди, Ларса Валленштедта, Габриэля Фалькенберга, Рейнхольда Йохана фон Ферсена и Карла Гилленштерна (1717). В 1717 году пожертвовала все шесть портретов суду Свеаланда.
Скончалась в Стокгольме 22 октября 1729 года в возрасте 63 лет.

## Галерея

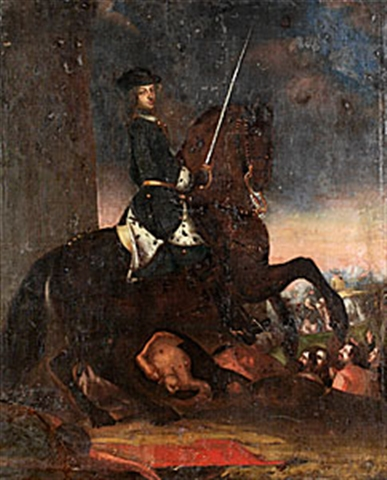
Карл XII
Карл XII в детстве
Хедвига София
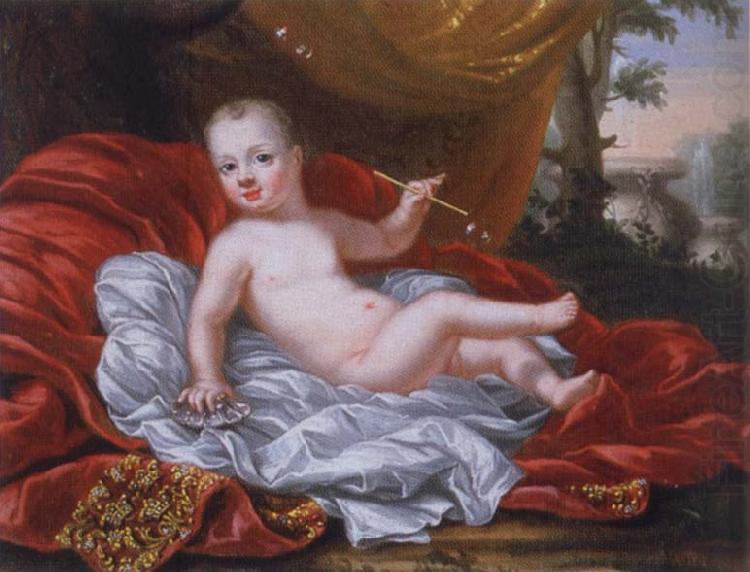
Принц Ульрик (скончался в младенчестве)